# Tatiana Leskova
Tatiana Hélène Leskova (Tatiana Yourievna Medem Leskov) (Paris, 6 de dezembro de 1922) é uma bailarina de origem russa naturalizada brasileira.
É bisneta do escritor russo Nikolai Leskov. 5-bisneta do arquiteto de Kiev Ivan Grigorovich-Barsky.
Seus pais, Georges Leskov e Hélène Medem, russos descendentes da aristocracia imperial, fogem para Paris após a Revolução de 1917. Tem suas primeiras aulas de balé com a também exilada bailarina russa Lubov Egorova, que havia tido papel de destaque no Balé Imperial Russo, no Teatro Mariinsky.
Aos treze anos já fazia parte da Opéra Comique de Paris, passando depois pela Comédie-Française até chegar, aos 16 anos, ao Original Ballet Russe do Coronel de Basil, em Londres. Já na primeira temporada com a companhia, em Londres, Leskova passou a conviver com nomes históricos do balé e das artes em geral, como Michel Fokine, Bronislava Nijinska, Miró, Pablo Picasso e até Rachmaninov. Nos Estados Unidos, fez a estréia, sob a regência de Stravinsky, de Balustrade, de Balanchine, de quem foi amiga pelo resto da vida.
Fugindo da guerra, a companhia aportou na América do Sul, de onde Leskova jamais saiu. O primeiro encontro com o homem da sua vida, Luís Honold Reis - um aristocrata brasileiro, industrial, dono de minas de carvão no Rio Grande do Sul - aconteceu em Buenos Aires. Mas foi no Rio, em 1944, que o romance de 40 anos de duração teria seu início, apesar da pouca idade de Leskova (21 anos) e do estado civil de Luís, que era casado (e foi até morrer) com a francesa Giselle Zucco. Apaixonada, Leskova não hesitou em trocar o posto de destaque no Original Ballet Russe por um show no Golden Room do Copacabana Palace.
A partir de então, Leskova esteve à frente do Balé do Teatro Municipal do Rio, companhia clássica mais antiga do Brasil - por três vezes: a primeira em 1950, aos 27 anos, estendeu-se até 1964. Sendo coreógrafa de gênio e dotada de grande conhecimentos em artes plásticas, Leskova criou em 1960 uma coreografia, "Le foyer de la Danse" com música de Prokofiev, a Sinfonia Clássica, tendo como tema as pinturas a pastel do pintor, desenhista e escultor impressionista francês, Edgard Degas. Nesta coreografia com delicados toques de pantomima, a Leskova reeditou a obra de Degas num palco ambientado como aula de ballet do fim do século XIX, recriando os figurinos, a cor e luz típicas da linguagem de Degas. O resultado desta concepção de Tatiana Leskova foi um espetáculo de certa forma "moderno" em sua visão analítica da obra de Degas. Foi sem dúvida sua principal contribuição na área de coreografia. Foi bem sucedida em outras criações, teve desempenhos memoráveis durante este tempo, tendo se afastado algumas vêzes do Theatro Municipal. Depois esteve por lá em 1970, 1980, 1987 e 1990, numa trajetória de amor e ódio, inconstante mas exitosa. Leskova transformou o Municipal num verdadeiro grupo profissional, com direito a temporadas de apresentações quase diárias, estrelas internacionais no cast e coreógrafos de projeção mundial. Seu temperamento severo e habilidades didádicas tornaram-se referência na preparação de bailarinos, formando, em sua academia em Copacabana, centenas e mais centenas de profissionais até 2002, quando a crise a obrigou a fechar o estúdio. Nesta época, paralelamente, Leskova firma-se como remontadora oficial de balés de Leonide Massine, realizando trabalhos na Inglaterra, onde foi premiada, Estados Unidos, França (na Ópera de Paris, convidada por Nureyev) e Países Baixos. Hoje vive no Rio de Janeiro, no bairro de Ipanema.